# Gumpert Apollo
Pour les articles homonymes, voir Apollo.
La Gumpert Apollo est une supercar conçue par le constructeur automobile allemand Gumpert.
Elle fait partie des trois voitures les plus rapides sur un tour de la piste d'essai de Top Gear, avec un temps de 1 min 17 s 100. Elle détient par ailleurs un des meilleurs temps au tour pour une voiture homologuée en usage routier sur la Nordschleife avec un temps de 7 min 11 s 57, devançant de plus de quinze secondes de nombreuses supercars comme la Ferrari Enzo ou la Porsche Carrera GT.
Deux exemplaires sont vendus en France en 2010.

## Fiche technique

### Moteur
- Type de moteur : V8 biturbo à 90° Audi, modifié par MTM
- Disposition : longitudinale centrale arrière
- Énergie : essence
- Cylindrée : 4 163 cm3
- Soupapes : 40
- Puissance : 650 ch à 6 000 tr/min
- Régime maximum : 7 400 tr/min
- Couple : 850 N m à 4 500 tr/min
- Distribution : deux doubles arbres à cames en tête
- Alimentation : gestion électronique
- Suralimentation : deux turbocompresseurs, deux échangeurs air/air
- Alésage course : 84,5 × 93 mm
- Taux de compression : 9,3 : 1
- Puissance spécifique : 156,137 ch/litre

### Transmission
- Type de transmission : propulsion
- Boîte de vitesses : séquentielle 6 vitesses

### Liaisons au sol
- Suspensions avant : triangles superposés
- Suspensions arrière : triangles superposés
- Pneus avant : 255/35 ZR19
- Pneus arrière : 345/35 ZR19
- Freins avant : Disques ventilés (380 mm)
- Freins arrière : Disques ventilés (380 mm)

### Dimensions
- Longueur : 4 460 mm
- Largeur : 1 998 mm
- Hauteur : 1 105 mm
- Poids : 1 200 kg
- Réservoir : 120 litres
- Cx : 0,39

### Performances
- Vitesse maxi : 359,9 km/h
- 0-100 km/h : 3,1 secondes
- 0-160 km/h : 6,5 secondes
- 0-200 km/h : 9,5 secondes
- 0-300 km/h : 24,4 secondes

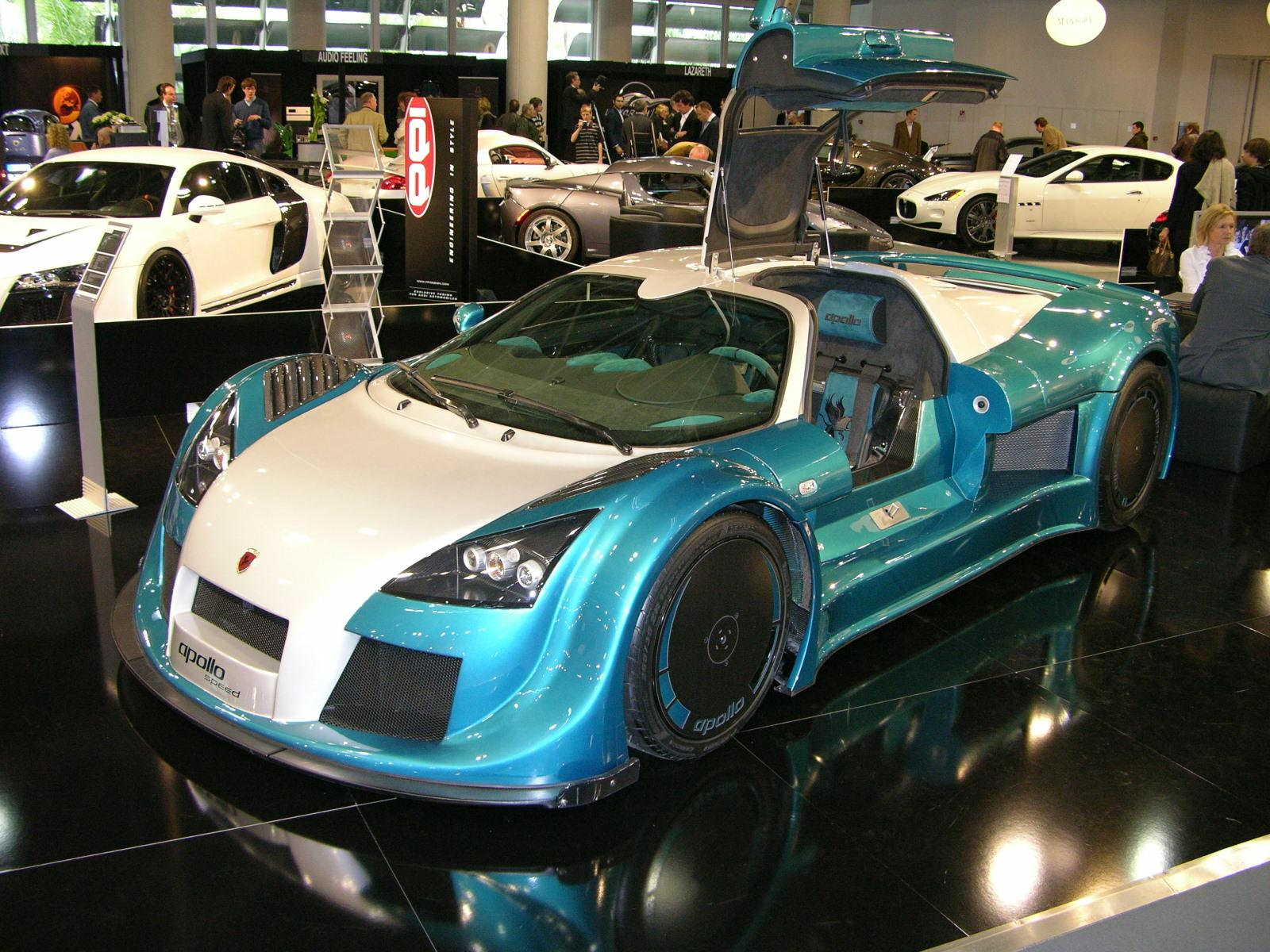
Gumpert Apollo Speed.

- 400 mètres départ arrêté : 10,4 secondes
- 1 000 mètres départ arrêté : 19,5 secondes
- Rapport Poids/Puissance : 1,692 kg/ch
- Consommation extra-urbaine : 10,6 L/100 km
- Consommation urbaine : 21,8 L/100 km
- Consommation mixte : 14,7 L/100 km
- Émission de CO2 : 342 g/km

## Engagement en compétition automobile
Une version modifiée hybride « électrique-thermique » de la Gumpert Apollo est engagée aux 24 Heures du Nürburgring 2008. Le Renauer Motorsport a également engagé une Gumpert Apollo en championnat tchèque par le passé.